# Gynoplistia (Gynoplistia) pleuralis plutonis
Gynoplistia (Gynoplistia) pleuralis plutonis is een ondersoort van de tweevleugelige Gynoplistia (Gynoplistia) pleuralis uit de familie steltmuggen (Limoniidae). De ondersoort komt voor in het Australaziatisch gebied.